# Втора битка при Цюрих
Втората битка при Цюрих (25-26 септември 1799) завършва с френска победа над австро-руската армия близо до Цюрих. След нея Франция си връща града, който губи три месеца по-рано, в първа битка при Цюрих. Резултат от битката е и оттеглянето на Русия от Втората коалиция.

## Предпоставки
След като градът е превзет през юни, генерал Андре Масена укрепва позиция на хълма Цюрихберг. Австрийците предават контрола над Цюрих на руснаците, командвани от генерал Корсаков. Генерал Александър Суворов също прави опит да изпрати подкрепление, но войската му е разпръсната от малък отряд, изпратен от Масена, в прохода Готхард, и не достига Цюрих навреме. Коалиционните войски далеч надвишават бройката на французите, затова Корсаков изпраща около 50 000 души да препречат френската отстъпителна линия.

## Битката
Масена разбива коалиционната армия, като взема нейните оръдия и други провизии. Тогава тя дава своите първи 8000 жертви.
По-голямата част от битката се състои на двата бряга на река Лимат, до портите на Цюрих и в самия град. Генерал Удино е командир на френската войска на десния бряг на реката, а генерал Мортие на тази на левия. По същото време генерал Сул атакува и разбива австрийците, командвани от фелдмаршал барон Хотце, убит по-рано през деня.
Масена обкръжава австрийците и прилага перфектна офанзивна тактика, с което ги накарва да отстъпят назад, като убива, ранява и пленява над 14 000 австрийци и руснаци.

## Последици
Франция успява да се спаси от голяма инвазия поради оттеглянето на Русия от Втората коалиция. Хелветската република е отслабена и губи своята подкрепа в населението, което води до Посредническия акт от 1803, който донякъде възстановява условията преди Революцията.